# Miguel Noguer
Miguel Noguer Castellví (* 28. Dezember 1956 in Barcelona) ist ein ehemaliger spanischer Segler.

## Erfolge
Miguel Noguer nahm dreimal an Olympischen Spielen in der Bootsklasse Flying Dutchman teil. Bei den Olympischen Spielen 1980 in Moskau erzielte er seinen größten Erfolg: zusammen mit Alejandro Abascal gewann er drei der insgesamt sieben Wettfahrten und stand aufgrund drei weiterer Platzierungen unter den besten Vier bereits vor der abschließenden siebten Wettfahrt mit 19 Gesamtpunkten als Olympiasieger fest. Sie erhielten somit vor David Wilkins und James Wilkinson aus Irland sowie dem ungarischen Brüderpaar Szabólcs und Zsolt Detre die Goldmedaille. Auch 1984 in Los Angeles bildeten Noguer und Abascal ein Segelteam, kamen jedoch bei dieser Regatta nicht über den elften Platz hinaus. Vier Jahre darauf schloss er die olympische Regatta in Seoul gemeinsam mit Luis Doreste auf dem 13. Platz ab. Bei Weltmeisterschaften gewannen Noguer und Abascal 1978 in Hayling Island die Bronze- und im Jahr darauf in Kiel die Silbermedaille.